# Ентоні Ернандес (костариканський футболіст)
Ентоні Вільям Ернандес Гонсалес (ісп. Anthony William Hernández González; 11 жовтня 2001, Пунтаренас) — костариканський футболіст, нападник клубу «Пунтаренас» та збірної Коста-Рики.

## Клубна кар'єра
Вихованець клубу «Пунтаренас». 21 липня 2022 року в матчі проти «Сан-Карлоса» він дебютував у чемпіонаті Коста-Рики. 12 серпня в поєдинку проти «Мунісіпаль Гресія» Ентоні забив свій перший гол за «Пунтаренас».

## Міжнародна кар'єра
23 серпня 2022 року в товариському матчі проти збірної Південної Кореї Ернандес дебютував за збірну Коста-Рики (2:2). 27 вересня у поєдинку проти збірної Узбекистану Ентоні забив свій перший гол за національну команду.
У листопаді того ж року складі збірної був учасником чемпіонату світу 2022 року у Катарі.